# Eupatorus siamensis
Eupatorus siamensis is een keversoort uit de familie van de Scarabaeidae. De wetenschappelijke naam van de soort is voor het eerst geldig gepubliceerd in 1867 door Castelnau.